# Raphicerus
Raphicerus è un genere di piccole antilopi diffuse nell'Africa subsahariana, dal Kenya alla provincia del Capo Occidentale in Sudafrica.
Il genere contiene tre specie:
- Raphicerus campestris (raficero campestre)
- Raphicerus melanotis (nototrago dalle orecchie nere)
- Raphicerus sharpei  (nototrago di Sharpe)